# Antofagastia turneri
Antofagastia turneri és una espècie extinta de mamífer notoungulat de la família dels interatèrids que visqué a Sud-amèrica durant l'Eocè superior, fa entre 33,9 i 38 milions d'anys. Se n'han trobat restes fòssils a la província argentina de Catamarca. Es tracta de l'única espècie del gènere Antofagastia. Fou descrit a partir d'un fragment de maxil·lar inferior esquerre amb unes quantes dents conservades. El nom genèric Antofagastia deriva del de la localitat d'Antofagasta de la Sierra, mentre que el nom específic turneri fou elegit en honor del geòleg argentí Juan Carlos Manuel Turner.